# Reichstett
Reichstett es una comuna de Francia del departamento de Bajo Rin (Bas-Rhin), en la región de Alsacia. Forma parte de la Comunidad urbana de Estrasburgo.
- Datos: Q21346
- Multimedia: Reichstett / Q21346

1. ↑  Worldpostalcodes.org, código postal n.º 67116.
2. ↑  INSEE, Datos de población para el año 2012 de Reichstett (en francés).